# Vriesea zamorensis
Vriesea zamorensis là một loài thuộc chi Vriesea. Đây là loài đặc hữu của Ecuador.

## Giống
- Vriesea 'Elan'
- Vriesea 'Grande'